# Абрамова, Клавдия Ильинична
Кла́вдия Ильи́нична Абра́мова (в девичестве — Разуваева, 1906—1942) — работник прокуратуры, участница подпольного движения в годы Великой Отечественной войны, посмертно награждена орденом Отечественной войны I степени.

## Биография
Клавдия Разуваева родилась в посёлке Архангельском, в начале 1920-х приехала в Уфу, работала швеёй на только что образовавшейся фабрике «8 Марта». В 1933 году поступила в Московский институт советского права имени П. И. Стучки. Там она познакомилась со своим будущим мужем, студентом из Белорецка, Павлом Абрамовым. После окончания института Абрамовы получили назначение в Ставропольский край.
Павел Абрамов был призван на фронт, а Клавдию Ильиничну война застала в Ставрополе. Она тогда работала в должности помощника прокурора и секретаря партийной организации областной прокуратуры. Прокуратура Орджоникидзевского (Ставропольского) переводилась в Кизляр, но Абрамова эвакуироваться не успела.
Участвовала в подпольной работе, в результате предательства была арестована оккупационными властями в сентябре 1942. Ей предложили подписать воззвание к населению и призвать к сотрудничеству с оккупантами, обещая сохранить жизнь ей и её дочерям, 6 и 11 лет, но она отказалась. 3 октября 1942 года была расстреляна вместе с детьми на тюремном дворе.

## Память
Клавдия Ильинична Абрамова была посмертно награждена орденом Отечественной войны I степени.
Именем Клавдии Абрамовой названа улица в верхней части Ставрополя. На доме, где она жила, по ул. Пушкина, 27, установлена мемориальная доска.
7 мая 1967 года решением Уфимского горисполкома имя Клавдии Абрамовой присвоено новой улице города. Ей также поставлен памятник, на нём доска со словами: «Бесстрашной партизанке Клавдии Ильиничне Абрамовой-Разуваевой, расстрелянной вместе со своими детьми в Великую Отечественную войну».